# Człowiek z armatą
Człowiek z armatą (tyt. oryg. Njeriu me top) – albański film fabularny z roku 1977 w reżyserii Viktora Gjiki, na podstawie powieści Dritero Agollego, pod tym samym tytułem.

## Opis fabuły
Akcja filmu rozgrywa się w roku 1943. Mato Gruda jest skonfliktowany z rodziną Mere Fizi. Ukrywa w domu zdobyczne włoskie działko, którym zamierza raz na zawsze rozwiązać konflikt z rodziną Fiziego. W domu ukrywa także wziętego do niewoli włoskiego artylerzystę, Agusha, który ma go nauczyć, jak skutecznie strzelać z działa. On też ujawni przed wsią tajemnicę Mato Grudy.
Zdjęcia do filmu realizowano w Sarandzie, Permecie i w Krui.

## Obsada
- Timo Flloko jako Mato Gruda
- Kadri Roshi jako Mere Fizi
- Thimi Filipi jako Fahredini
- Sandër Prosi jako Pilo
- Stavri Shkurti jako Murat Shtaga
- Petraq Xhillari jako Bejto
- Elida Cangonji jako Zare
- Zef Bushati jako Włoch Agush
- Drita Pelingu jako Halla
- Pandi Siku jako Adnan Pinxho
- Enea Zhegu jako Zigur
- Nikola Llambro jako dowódca
- Birçe Hasko jako Tosun Baçi
- Alfred Bualoti jako Nevzat
- Drini Hila jako komisarz
- Arben Imami jako wnuk Mere
- Aristotel Stefani jako Abdurrahman
- Lida Hoxha jako wnuczka Mere
- Enver Dauti jako wiejski duchowny
- Mehmet Bala
- Thoma Pesha
- Piro Qiqi